# Ptychognathus glaber
Ptychognathus glaber is een krabbensoort uit de familie van de Varunidae. De wetenschappelijke naam van de soort is voor het eerst geldig gepubliceerd in 1858 door Stimpson.